# Комунистическа партия на Кампучия
Комунистическа партия на Кампучия е комунистическа партия в Камбоджа, управляваща Демократична Кампучия в периода 1975 – 1979 г. Членовете на партията са известни като червените кхмери.